# Penciclovir
El penciclovir, comercializado bajo la marca Denavir entre otras, es un medicamento utilizado para tratar la infección por herpes labial. Reduce el tiempo de curación de 8 a 7 días. Se aplica en la zona de la infección.
Entre los efectos secundarios más comunes se encuentra la irritación en el lugar de aplicación . Su uso durante el embarazo parece ser seguro. Es un análogo de nucleósido y es similar al aciclovir. El famciclovir es un medicamento precursor del penciclovir.
El penciclovir fue aprobado para uso médico en Estados Unidos en 1996. En Estados Unidos cuesta alrededor de 800 dólares por un tubo de 5 gramos de crema a partir de 2021. Es más caro que otros medicamentos igualmente útiles.